# WOWOWプラス 映画・ドラマ・スポーツ・音楽
WOWOWプラス 映画・ドラマ・スポーツ・音楽（ワウワウプラス えいが・ドラマ・スポーツ・おんがく）は、株式会社WOWOWプラスが運営する映画・ドラマ・スポーツ・音楽専門チャンネル。

## 概要
- スカパー!プレミアムサービス、スカパー!（BSデジタル放送）、ケーブルテレビ、ひかりTV等で視聴可能。主に海外の映画とドラマを中心に放送している。後述の通り2017年にWOWOW傘下となってからは、過去に放送された「ドラマW」（WOWOWオリジナルドラマ）も頻繁に放送されている。
- 2012年3月、スカパー!e2（現・スカパー!）での放送を東経110度デジタル放送からBSデジタル放送に移行したことに伴い、「洋画★シネフィル・イマジカ」から「イマジカBS」にチャンネル名を変更。同時に、海外ドラマの放送も開始した。
- 映画本編はノーカット、ノーCMでの放送。日本語吹き替え作品に限り文字多重放送による字幕放送を実施（BSデジタル放送は開局時。スカパー!HD（現・スカパー!プレミアムサービス）は2012年5月より）。
- 2017年4月3日からはWOWOWグループのチャンネルとなっているが、元来イマジカグループのチャンネルであったこと、WOWOW3波が2019年10月24日までスカパー!（BSデジタル放送）に属していなかった[2]こと、ケーブルテレビではそれぞれ別ルートを辿る[3]こと、そもそも運営・放送事業者が別法人[4]であること等の事情が重なり、WOWOW3波とのセット販売は行われていない。そのため「WOWOWの契約でWOWOWプラスを視聴することはできません」との説明がある。WOWOW本体[5]はスカパー!・ケーブルテレビ等ではオプション契約が必要であるが、WOWOWプラスではスカパー!（基本プラン他）・ケーブルテレビ等とも、単チャンネル契約に限らず複数のチャンネルと契約するパッケージ契約で視聴することが可能となっているのもこのためである[6]。
- 2020年12月1日からチャンネル名が「WOWOWプラス 映画・ドラマ・スポーツ・音楽」に変更された。

## 沿革
- 1996年
  - 5月 - イマジカおよびテレビマンユニオンにより株式会社シネフィル（「シネフィル・イマジカ」時代は番組制作を担当）設立。
  - 10月 - パーフェクTV!（現・スカパー!プレミアムサービス（標準画質））にて「シネフィル・イマジカ」開局（衛星一般放送事業者はイマジカ）。
- 1997年12月 - ディレクTVにて放送開始（2000年9月放送終了）。
- 2002年7月 - スカイパーフェクTV!2（のちのスカパー!e2、現・スカパー!）放送開始（衛星基幹放送事業者はシーエス映画放送）
- 2003年10月 - チャンネル名を「洋画★シネフィル・イマジカ」に変更
- 2006年4月 - スカイパーフェクTV!での放送を電気通信役務利用放送に移行。
- 2009年
  - 4月 - ひかりTVでハイビジョン放送（チャンネル名は「洋画★シネフィル・イマジカHD」）開始[7]。
  - 10月 - スカパー!HD（現・スカパー!プレミアムサービス）で「洋画★シネフィル・イマジカHD」放送開始。
- 2010年10月 - 総務省からBSデジタル放送の認定を受ける（BS-21ch、16スロット）。
- 2012年3月 - スカパー!e2での放送をBSデジタル放送に移行し、ハイビジョン放送を開始。また、スカパー!HD・SDを含め全てのチャンネル名称を「イマジカBS」に変更[8]。
- 2013年6月30日 - スカパー!プレミアムサービス光の標準画質放送が終了し、ハイビジョン放送に完全移行した。
- 2014年1月1日 - チャンネル名称を「イマジカBS・映画」に変更。
- 2016年12月1日 - スカパー!プレミアムサービスの衛星一般放送事業者がスカパー・ブロードキャスティングからスカパー・エンターテイメントに変更。
- 2017年
  - 4月3日 - IMAGICAティーヴィがWOWOWの子会社となる[9]。
  - 7月6日 - WOWOWが2017年10月1日よりIMAGICAティーヴィの社名を「WOWOWプラス」に変更すると共に「イマジカBS・映画」のチャンネル名称を「シネフィルWOWOW」に変更すると発表[10][11][12]。
  - 10月1日 - IMAGICAティーヴィの社名を「WOWOWプラス」に変更すると共に「イマジカBS・映画」のチャンネル名称を「シネフィルWOWOW」に変更[13]。チャンネルロゴが上段にオレンジ色で「シネフィル」、下段に黒のWOWOW3代目ロゴを配したものに変更。
- 2020年12月1日 - チャンネル名称を「WOWOWプラス 映画・ドラマ・スポーツ・音楽」に変更[14]。チャンネルロゴがWOWOW本体に倣ったものに変更（イメージカラーは朱色）。
- 2021年4月13日 - 割り当てスロットが12スロット[15]に縮減。